# Сен-Жени-д’Йерсак
Сен-Жени́-д’Йерса́к (фр. Saint-Genis-d'Hiersac) — коммуна во Франции, находится в регионе Пуату — Шаранта. Департамент — Шаранта. Входит в состав кантона Йерсак. Округ коммуны — Ангулем.
Код INSEE коммуны — 16320.
Коммуна расположена приблизительно в 390 км к юго-западу от Парижа, в 100 км южнее Пуатье, в 16 км к северо-западу от Ангулема.

## Население
Население коммуны на 2008 год составляло 862 человека.
| 1962 | 1968 | 1975 | 1982 | 1990 | 1999 | 2008 |
| ---- | ---- | ---- | ---- | ---- | ---- | ---- |
| 727  | 706  | 694  | 724  | 836  | 806  | 862  |

## Администрация
| Период | Период | Фамилия            | Партия | Примечания |
| ------ | ------ | ------------------ | ------ | ---------- |
| 1983   | 2008   | Жан-Мари Лапейрони |        |            |
| 2008   |        | Мишель Гайяр       |        |            |

## Экономика
В 2007 году среди 538 человек в трудоспособном возрасте (15—64 лет) 416 были экономически активными, 122 — неактивными (показатель активности — 77,3 %, в 1999 году было 67,4 %). Из 416 активных работали 380 человек (213 мужчин и 167 женщин), безработных было 36 (9 мужчин и 27 женщин). Среди 122 неактивных 29 человек были учениками или студентами, 52 — пенсионерами, 41 были неактивными по другим причинам.

## Фотогалерея
- Церковь
- Бывший протестантский храм
- Мэрия и военный мемориал